# Großsteingräber bei Harmstorf (Kreis Harburg)
Die Großsteingräber bei Harmstorf waren mehrere megalithische Grabanlagen unbekannter Zahl der jungsteinzeitlichen Trichterbecherkultur bei Harmstorf im Landkreis Harburg (Niedersachsen). Sie wurden im 18. oder 19. Jahrhundert zerstört. Die Gräber lagen zwischen Ramelsloh und Harmstorf, am westlichen Ufer der Seeve. Nach Christian Schlöpken standen dort zu Beginn des 18. Jahrhunderts noch mehrere künstliche Hügelschüttungen, die zum Teil steinerne Umfassungen und steinerne Grabkammern besaßen. Möglicherweise handelte es sich bei einigen Anlagen auch um Grabhügel ohne Steineinbauten.